# Regeringen Kekkonen III
Regeringen Kekkonen III var Republiken Finlands 35:e regering bestående av Agrarförbundet, Socialdemokraterna och Svenska folkpartiet. Sakari Tuomioja, som mellan 1951 och 1952 tjänstgjorde som opolitisk utrikesminister, var medlem i De Frisinnades Förbund men representerade inte sitt parti i regeringen. Mellan 1952 och 1953 var statsminister Urho Kekkonen sin egen utrikesminister och när regeringen tillträdde 1951 satt han de två första dagarna dessutom som justitieminister. Ministären regerade från 20 september 1951 till 9 juli 1953.

## Ministrar
| Minister | Ämbetsperiod                                                                                    | Parti                                                |
| --- | ----------------------------------------------------------------------------------------------- | ---------------------------------------------------- |
| Statsminister Urho Kekkonen                                                                                        | 20 september 1951–9 juli 1953                                                                   | Agrarförbundet                                       |
| Utrikesminister Sakari Tuomioja Urho Kekkonen                                                                      | 20 september 1951–26 november 1952 26 november 1952–9 juli 1953                                 | opolitisk (De Frisinnades Förbund) Agrarförbundet    |
| Minister i utrikesministeriet Ralf Törngren                                                                        | 26 november 1952–9 juli 1953                                                                    | Svenska folkpartiet                                  |
| Justitieminister Urho Kekkonen Sven Högström                                                                       | 20–22 september 1951 22 september 1951–9 juli 1953                                              | Agrarförbundet Svenska folkpartiet                   |
| Inrikesminister V.J. Sukselainen                                                                                   | 20 september 1951–9 juli 1953                                                                   | Agrarförbundet                                       |
| Försvarsminister Emil Skog                                                                                         | 20 september 1951–9 juli 1953                                                                   | Socialdemokraterna                                   |
| Finansminister Viljo Rantala                                                                                       | 20 september 1951–9 juli 1953                                                                   | Socialdemokraterna                                   |
| 2:a finansminister Matti Miikki                                                                                    | 20 september 1951–9 juli 1953                                                                   | Agrarförbundet                                       |
| Undervisningsminister Reino Oittinen                                                                               | 20 september 1951–9 juli 1953                                                                   | Socialdemokraterna                                   |
| Jordbruksminister Martti Miettunen                                                                                 | 20 september 1951–9 juli 1953                                                                   | Agrarförbundet                                       |
| Minister i jordbruksministeriet Matti Lepistö Eemil Luukka Hannes Tiainen                                          | 20 september 1951–29 november 1952 20 september 1951–9 juli 1953 3 december 1952–9 juli 1953    | Socialdemokraterna Agrarförbundet Socialdemokraterna |
| Minister för kommunikationsväsendet och allmänna arbetena Onni Peltonen Emil Huunonen Eetu Karjalainen             | 20 september 1951–29 november 1952 29 november 1952–3 december 1952 3 december 1952–9 juli 1953 | Socialdemokraterna                                   |
| Minister i ministeriet för kommunikationsväsendet och allmänna arbetena Emil Huunonen Kauno Kleemola Emil Huunonen | 20 september 1951–29 november 1952 20 september 1951–9 juli 1953 3 december 1952–9 juli 1953    | Socialdemokraterna Agrarförbundet Socialdemokraterna |
| Handels- och industriminister Penna Tervo                                                                          | 20 september 1951–9 juli 1953                                                                   | Socialdemokraterna                                   |
| Socialminister Ralf Törngren Väinö Leskinen                                                                        | 20 september 1951–26 november 1952 26 november 1952–9 juli 1953                                 | Svenska folkpartiet Socialdemokraterna               |
| Minister i socialministeriet Emil Huunonen Lauri Murtomaa                                                          | 20 september 1951–9 juli 1953                                                                   | Socialdemokraterna Agrarförbundet                    |